# MoFahr
moFahr war ein Verkehrs-Informationssystem, eine Java-basierte Offline-Fahrplanauskunft für das Handy, die im Gegensatz zu mobilen Varianten der EFA keine Datenverbindung erfordert. Daher fallen bei Nutzung keine Datenverbindungskosten an und die Nutzung ist zudem auch möglich in Situationen mit Empfangsproblemen im Mobilfunk-Netz, zum Beispiel während der Fahrt in Bus oder Bahn. 
Das Programm wurde seit Anfang 2006 angeboten. Inzwischen wurde die Verbreitung eingestellt. Die Nutzung der Anwendung war mit jedem Java-fähigen Mobilfunkgerät möglich.
Auch die Übertragung und Installation der moFahr-Daten auf das Handy kann alternativ ohne Mobilfunk-Datenverbindung über einen PC und ein Datenkabel oder Bluetooth erfolgen.

## Basisfunktionen von moFahr
Die grundlegenden Funktionen sind der Abfahrtsmonitor und der Fahrplan. 
Der Abfahrtsmonitor zeigt alle künftigen Abfahrten an der vom Nutzer gewünschten Haltestelle an.
Der Fahrplan zeigt die Haltestellenfolge der vom Nutzer gewählten Linie mit den jeweiligen Abfahrtszeiten an.
Unter der Funktion Favoriten können zudem häufig genutzten Haltestellen gespeichert werden.
Zum Fahrplanwechsel im Januar 2009 wurde moFahr um eine neue Funktion ergänzt, der Anzeige der nächstgelegenen Haltestellen mittels GPS-Ortung. Hierzu erkennt moFahr selbstständig, ob das Handy über GPS verfügt (und über einen ausreichenden GPS-Empfang verfügt) und gibt dann automatisch diese neue Funktion frei.

## Entwicklung von moFahr
moFahr ist eine Entwicklung der Fachhochschule Münster (Labor für Software Engineering) und den Kooperationspartnern MVG Märkische Verkehrsgesellschaft GmbH, Stadtwerke Münster GmbH, Stadtwerke Hamm GmbH, Regionalverkehr Münsterland GmbH, Regionalverkehr Ruhr-Lippe GmbH und Verkehrsgesellschaft Kreis Unna mbH.

## Fortentwicklung - moFahr Apps
Im November 2011 ist eine iPhone-App von moFahr erschienen. Sie umfasst in Abgrenzung zur JAVA-offline-moFahr eine vollwertige online-Fahrplanauskunft. Eine entsprechende Android-App wurde Mitte 2012 veröffentlicht.
Die Apps wurden von der beemo GmbH entwickelt, einem Spin-off-Unternehmen des Labors für Software Engineering der Fachhochschule Münster. 